# Aongstroemia luteola
Aongstroemia luteola là một loài rêu trong họ Dicranaceae. Loài này được Mitt. Müll. Hal. mô tả khoa học đầu tiên năm 1900.